# Либошиц, Осип Яковлевич
Осип (Иосиф) Яковлевич Либошиц (варианты имени: Liboschütz, Liboschitz, Liboszyc, Libošič, Либошич, Libošic, Osip Jakovlevič, Józef, Iosif, Иосиф; 1783, Вильна — 1832 Карслруэ) — российский лейб-медик (придворный врач) еврейского происхождения, доктор медицины (1805), ботаник.

## Биография
О. Я. Либошиц был крещёным евреем, чьи предки происходили из Чехии. Он являлся сыном российского врача Якова (Иакова) Либошица (1741—1827), имевшего широкую практику в Вильно. Либошиц-старший оставался иудеем, поэтому в Санкт-Петербурге работать не мог.
Его сын, Иосиф Либошиц с 1798 года учился в Виленском университете, затем изучал медицину в Дерптском университете, после окончания которого защитил диссертацию «De morbis primi paris nervorum» («Заболевания первой пары нервов» (Дерпт, 1806), став доктором медицины и хирургии.
Вначале работал лечащим врачом в Вильне, затем поселился в Санкт—Петербурге, где в 1812 году стал придворным, а с 1822 года личным врачом императора Александра I (1777—1825). Здесь он основал больницу для детей.
Либошиц впервые описал растение Rehmannia chinensis Libosch. (Ремания китайская), которое сейчас называется R. Glutinosa (Ремания клейкая) — многолетнее травянистое лекарственное растение семейства Норичниковых. В Китае Реманию считают растением, которое «тонизирует кровь». Названа в честь Джозефа Ремана (1799—1831) — врача и ботаника из Санкт-Петербурга (напечат.: Fischer 2010, 141).
О. Я. Либошиц был членом Санкт-Петербургского Минералогического общества, членом-корреспондентом ученого комитета Филантропического общества, одним из основателей общества Врачей в Вильнюсе, но возможно, создателем данного общества был его отец.
Совместно с немецкими зоологами Тидеманом и Оппелем, Либошиц также написал масштабный труд «Естествознание земноводных». Также до 1820 года совместно с лейб-медиком герцога Вюртембергского Карлом Триниусом издал серию небольших книжек на французском языке с одновременным переводом на русский «Флора Санктпетербургская и Московская, или описание растений находящихся в окрестностях обеих Столиц Российской Империи». Труды Либошица публиковались на польском, латинском и немецком языках.

## Труды
- Liboszyc, Jozef. Opisanie jadowitych roslin w Litwie. [Описание ядовитых растений Литвы] // Dziennik Wileński:Rok 1805/1806 , , . — Т. 2, N 5, C. 100—104 + 2 tabl.; T. 3 N 7, C. 286—289 + tabl; T. 4 N 12, C. 295—297 + tabl. — Wilnie, 1806.
- Liboschütz, Joseph. De morbis primi paris nervorum: Diss. — Dorpat, 1806. — 51 c.
- Liboschütz, J. Tableau Botanique des Genres de Plantes Observés en Russie [Ботаническое описание видов растений наблюдаемых в России]. — Vienna, 1811.
- Liboschütz, J., Trinius, Carolo Bernardo. Descriptuion des mousses qui croissent aux environs de St. — Petersburg et de Moscou [Описание мхов, которые растут в окрестностях Санкт — Петербурга и Москвы]. — St. — Petersburg: Dreschler, 1811. — 32 c.
- Liboschitz, Joseph, Trinius, Carolo Bernardo. Flore des environs de St. Pélersb. et de Moscou. — СПб., 1811.
- Либошиц, О., Триниус, К. Флора Санктпетербургская и Московская или описание растений, находящихся в окрестностях обеих столиц Российской Империи для любителей ботаники и садов для докторов, аптекарей, содержателей фабрик красильщиков. — СПб., 1818. — VI, 244 c. + 40 табл. Данный труд переведен С. Орловым.
- Friedrich Tiedemann Michael Oppel, Joseph Liboschütz (Hgg.): Naturgeschichte der Amphibien . 3 Hefte. [Естествознание земноводных: 3 ч.]. — Heidelberg, 1817; München, 1817.
- Liboschitz, Joseph. Beschreibung eines neuentdeckten Pilzes in einer an den Herrn Joseph Freyherrn von Jacquin [Описание грибов, открытых господином Николаусом Йозефом бароном фон Жакен] = Description d’un nouveau champignon, etc. — Wien: Camesina’schen Buchhandlungб 1814. — 4 с. + 1 л. ил. — Text in German and French.